# Bås

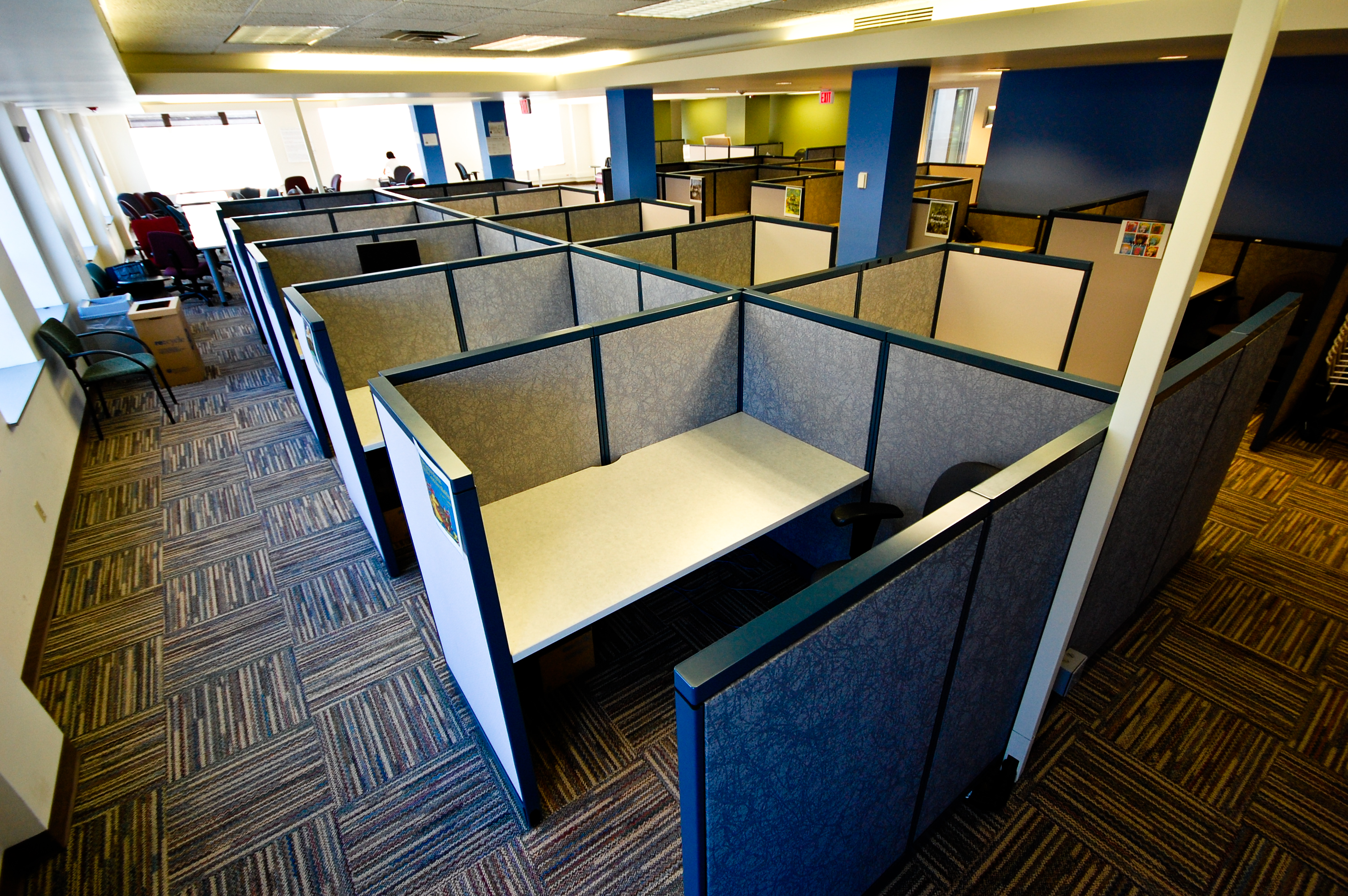
Arbetsbås i kontorsmiljö.

Ett bås är en avbalkning i ett större rum. Bås finns bland annat i kontorslandskap och offentliga toaletter. För djur finns spilta och kätte. Inom sporter som ishockey finns exempelvis utvisningsbås. På porrklubbar kan filmvisning ske i bås.